# الاستومر

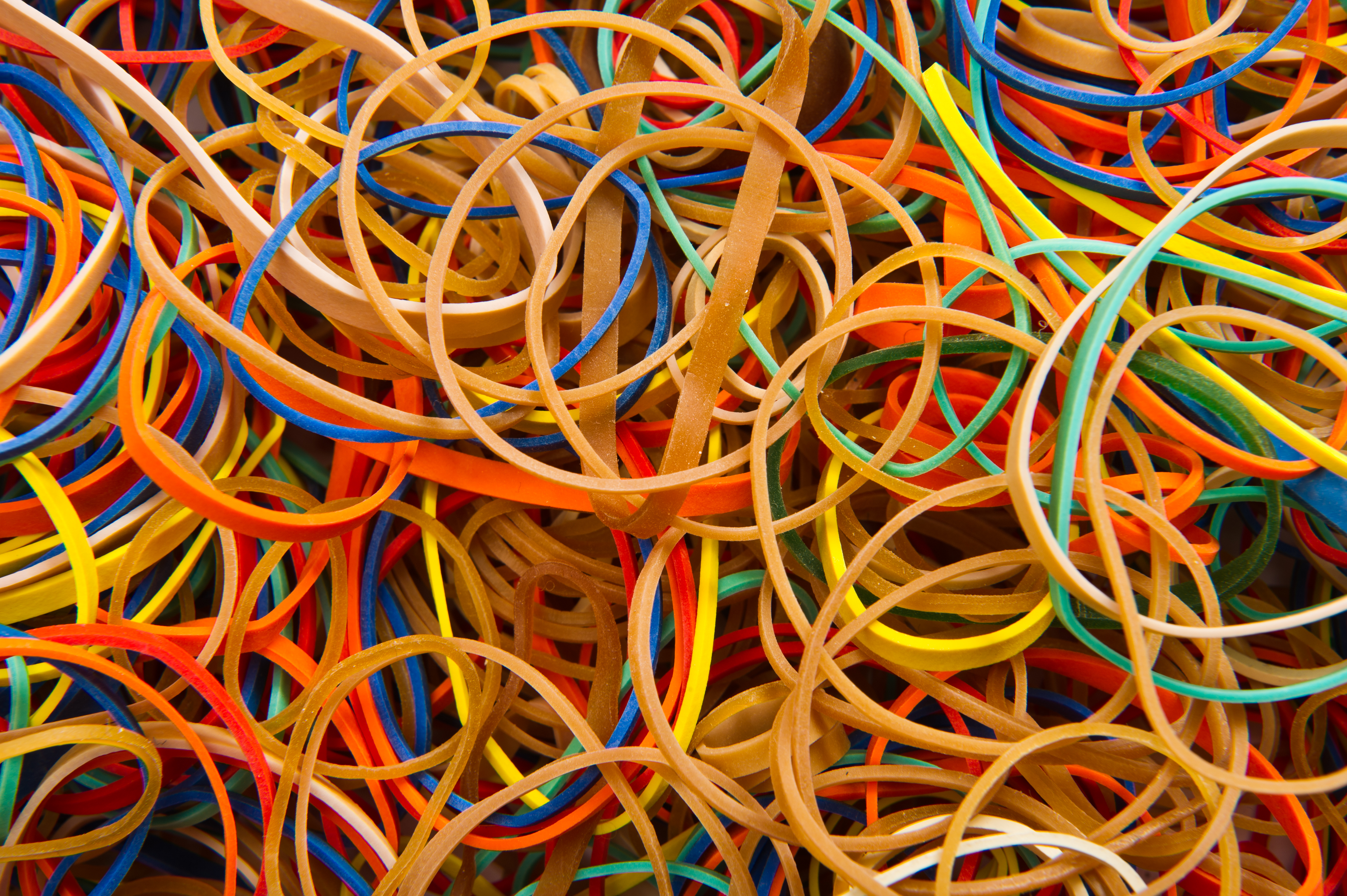
کش‌های لاستیکی نمونه متداولی از الاستومرها و نشان دهنده خواص آنها هستند. این کش‌ها معمولاً از لاستیک طبیعی و درصدی از سایر الاستومرها مانند EPDM ساخته می‌شوند.

اصطلاح الاستومر (به انگلیسی: Elastomer)، که از ترکیب دو واژه الاستیک و پلیمر به معنای «پلیمر الاستیک» ساخته شده‌است به دسته خاصی از پلیمرهای خطی گفته می‌شود که هنگام اعمال نیرو، از خود مقدار فوق‌العاده زیادی تغییر شکل الاستیک نشان می‌دهند. بسیاری از آنها می‌توانند تا چندین برابر طول اصلی خود کشیده شوند. با از بین رفتن نیروی کششی، تغییر شکل کاملاً بازیابی می‌شود و مواد به سرعت به شکل اولیه خود بازمی‌گردند. به علاوه، این چرخه می‌تواند چندین بار با نتایج یکسان تکرار شود، درست مانند کشش یک کش لاستیکی.
الاستومرها در ساخت محصولات زیادی مانند لاستیک اتومبیل، سیل‌های آب‌بندی، برف پاک‌کن، شلنگ‌ها بکار می‌روند. اهمیت این لاستیک‌ها را می‌توان از این واقعیت قضاوت کرد که پیش‌بینی می‌شود درآمدهای جهانی مربوط به فروش الاستومرها در سال ۲۰۲۰ به ۵۶ میلیارد دلار افزایش یابد.
الاستومرها به دو دسته تقسیم می‌شوند الاستومرهای ترموست که با حرارت سخت شده و دیگر به حالت اولیه بر نمی‌گردند و الاستومرهای ترموپلاستیک که با گرم شدن حالت ارتجاعی پیدا می‌کنند.گسترش زیاد

## خواص الاستیک الاستومرها

(A) یک پلیمر بدون تنش است. (B) همان پلیمر تحت تنش است. وقتی تنش برداشته شود، ماده به حالت A برمی گردد. (نقاط سیاه، نشان دهنده اتصال‌های عرضی (cross-links) است)

خصوصیات الاستیک اکثر مواد مهندسی نتیجه تغییر فاصله بین اتم‌های مجاور (یعنی طول پیوند) هنگام اعمال بار است. زمانی که نیروی اعمالی برداشته می‌شود، نیروهای بین اتمی موجود، تمام اتم‌ها را به جای اولیه خود بازمی‌گردانند، و تغییر شکل الاستیک کاملاً بازیابی می‌شود. در پلیمرهای الاستومری، مولکول‌های خطی نوع زنجیره ای دقیقاً مانند یک فنر تاب خورده‌اند. وقتی نیرویی اعمال می‌شود این پلیمرها مانند فنر کش می‌آیند و زمانیکه نیرو برداشته می‌شود، این مولکول‌ها به شکل اولیه خود بازمی‌گردند و ماده به شکل اولیه خود برمی گردد. رابطه بین کشش و تغییر شکل البته از قانون هوک پیروی نمی‌کند.
در حقیقت اما رفتار الاستومرها کمی پیچیده‌تر است. با اینکه این فنرها در هنگام قرار گرفتن در معرض نیرو واقعاً کشیده می‌شوند، اما این زنجیرها می‌توانند مقداری نیز نسبت به هم بلغزند و مقداری تغییر شکل ویسکوز ایجاد کنند. زمانیکه نیرو برداشته شود فنرها به حالت اول خود بازمی‌گردند اما این تغییر شکل ویسکوز بازیابی نمی‌شود، و مقداری تغییر شکل دائم ایجاد می‌شود.
با اتصال مولکول‌های پیچیده به یکدیگر توسط پیوندهای کووالانسی قوی، فرایندی که به عنوان اتصال عرضی (cross-linking) شناخته می‌شود، می‌توان تغییر شکل ویسکوز را محدود کرد، به صورتی که پاسخ الاستیک بزرگ حفظ شود. انعطاف‌پذیری یا سفتی محصول را می‌توان با کنترل تعداد اتصال‌های عرضی تعیین کرد. تعداد اتصال عرضی کم باعث نرم بودن الاستومر می‌شود، مانند کش لاستیکی. اتصال عرضی زیاد باعث افزایش سفتی و سختی ماده می‌شود، مانند الاستومر استفاده شده در ساخت توپ‌های بولینگ. از آنجا که پیوندهای عرضی فقط در دماهای بسیار بالا از بین می‌روند، می‌توان الاستومرهای مهندسی را برای پوشش طیف گسترده‌ای از کاربردها و خواص، بهینه‌سازی و خصوصی‌سازی کرد.

## رابرها و الاستومرها
رابرها و الاستومرها عمدتاً به عنوان مواد پوشش برج‌ها، مخازن، تانک‌ها، و لوله‌ها استفاده می‌شوند. مقاومت شیمیایی بستگی به نوع رابر و ترکیبات آن دارد. اخیراً رابرهای مصنوعی به بازار عرضه شده که نیازهای صنایع شیمیایی را تا حد زیادی تأمین کند. هرچند هیچ‌یک از رابرهای تهیه شده دارای خواص رابر طبیعی نیست، ولی در یک یا چند مورد نسبت به آن برتری دارد. از رابرهای مصنوعی، ترانس – پلی ایزوپرن سیس- پلی بوتادین، شبیه رابر طبیعی هستند. تفاوت رابرها و الاستومرها در کاربردهای خاص، مشخص می‌شود.

### رابر طبیعی (NR)
رابر طبیعی یا سیس – ۱ و ۴- پلی‌ایزوپرن دارای منومر اولیه سیس – ۱ و ۴- ایزوپرن (این ماده گاهی کائوچو نامیده می‌شود) است. رابر طبیعی توسط فرآوری عصاره درخت رابر
(Heva Brasiliensis) با بخار، و ترکیب آن با عوامل ولکانیزه، آنتی‌اکسیدان‌ها و پرکننده تهیه می‌شود. رنگهای دلخواه می‌تواند با ترکیب رنگدانه‌های مناسب (به عنوان مثال، قرمز: اکسید آهن- Fe2O۳، سیاه: کربن سیاه و سفید: اکسید روی – ZnO) حاصل شود. رابر طبیعی دارای خواص دی‌الکتریک مناسب قابلیت ارتجاعی عالی، قابلیت جذب ارتعاش بالا و مقاومت شکست مناسب است. به‌طور کلی، رابرهای طبیعی از نظر شیمیایی در مقابل اسیدهای معدنی رقیق، قلیا و نمکها مقاوم هستند. رابر طبیعی، براحتی توسط مواد شیمیایی اکسیدکننده، اکسیژن اتمسفری، ازن، روغن‌ها، بنزن و ستن‌ها مورد حمله قرار گرفته وغالباً دارای مقاومت شیمیایی کم در مقابل نفت و مشتقات آن و بسیاری مواد شیمیایی آلی هستند، به‌طوری‌که در معرض آن‌ها نرم می‌شوند. علاوه بر این، در مقابل تابش اشعه UV (به عنوان مثال، قرار گرفتن در معرض نور خورشید) بسیار حساس هستند. در مجموع این ماده برای کاربردهایی که به مقاومت سایشی، مقاومت الکتریکی و خواص جذب ضربه یا ارتعاش نیاز دارند، بسیار مناسب است. با وجود این، به واسطه محدودیت مکانیکی رابر طبیعی، و همچنین بسیاری رابرهای مصنوعی، توسط ولکانیزاسیون و ترکیب با افزودنیهای دیگر این مواد به محصولات پایدارتر و سخت‌تر تبدیل می‌شوند. فرایند ولکانیزاسیون شامل اختلاط رابر طبیعی یا مصنوعی خام با ۲۵ درصد وزنی سولفور و حرارت مخلوط در OC۱۵۰ است. مواد رابر حاصله به واسطه واکنش‌های زنجیری بین رشته‌های کربن مجاور به مراتب سخت‌تر و قوی‌تر از مواد اولیه هستند؛ بنابراین، کاربردهای صنعتی رابر طبیعی ولکانیزه شده شامل مواردی نظیر: پوشش داخلی پمپ‌ها، شیرها، لوله‌ها، خرطومی‌ها و اجزای ماشین کاری است. به دلیل مقاومت شیمیایی پایین و حساسیت این رابر به نور خورشید، که یک خاصیت نامطلوب در صنایع است، امروزه این ماده با انواع جدید الاستومرها جایگزین می‌شود.

### ترانس- پلی‌ایزوپرن رابر (PIR)
ترانس – ۱ و ۴- پلی‌ایزوپرن رابر، یک رابر مصنوعی با خواص مشابه نوع طبیعی آن است. این ماده اولین بار در طول جنگ جهانی دوم به واسطه مشکلات تأمین رابر طبیعی به‌طور صنعتی شناخته شد. گرچه، این ماده حاوی ناخالصی‌های کمتری نسبت به رابر طبیعی بوده و فرایند تهیه آن بسیار ساده‌است، به دلیل قیمت بالای آن، زیاد مورد استفاده قرار نمی‌گیرد. خواص مکانیکی و مقاومت شیمیایی آن، مشابه رابر طبیعی بوده و مانند بسیاری از انواع دیگر رابرها خواص مکانیکی آن توسط فرایند ولکانیزاسیون بهبود می‌یابد.

### رابر استایرن بوتادین (SBR)
رابر استایرن بوتادین، یک کوپلیمر استایرن و بوتادین است. این رابر تحت نام تجاری Buna S شناخته شده‌است. مقاومت شیمیایی آن مشابه رابر طبیعی است و دارای مقاومت پایین در مقابل اکسیدکننده‌ها، هیدروکربن‌ها و روغن‌های معدنی است. از این رو از نظر شیمیایی مزیت خاصی نسبت به دیگر رابرها ندارد این رابر در تایر اتومبیل، تسمه‌ها، واشرها، لوله‌های خرطومی و دیگر محصولات متنوع استفاده می‌شود.

### رابر نیتریل (NBR)
نیتریل رابر، یک کوپلیمر از بوتادین و آکریلونیتریل است. این ماده در نسبت‌های متفاوت از ۲۵:۷۵ تا ۷۵:۲۵ ساخته می‌شود که سازنده باید درصد آکریلونیتریل را در محصول خود مشخص کند. رابر نیتریل تحت نام تجاری Buna N شناخته شده و نظر به مقاومت در برابر متورم شدن در حالت غوطه‌وری در روغن‌های معدنی، دارای مقاومت بالا در مقابل روغن‌ها و حلال‌ها است. علاوه بر این، مقاومت شیمیایی آن در مقابل روغن‌ها متناسب با میزان آکریلونیتریل آن است. گرچه این ماده در مقابل اکسیدکننده‌های قوی نظیر اسید نیتریک مقاوم نیست، مقاومت خوبی در مقابل ازن و تابش اشعه UV نشان می‌دهد. رابر نیتریل برای لوله‌های پلاستیکی گازوئیل، دیافراگم پمپ‌های سوخت، واشرها، آب‌بندها و درزگیرها (نظیر او- رینگ‌ها) ونهایتاً زیره‌های مقاوم در برابر روغن برای کفش‌های کار ایمنی استفاده می‌شوند.

### بوتیل رابر
بوتیل رابر، یک کوپلیمر از ایزوبوتیلن و ایزوپرن است. بوتیل رابر از نظر شیمیایی در مقابل اسیدهای معدنی رقیق، نمکها و قلیاها مقاوم بوده و مقاومت شیمیایی خوبی در مقابل اسیدهای غلیظ به استثنای اسیدنیتریک و اسید سولفوریک دارا است. این رابر در مقابل ازن نیز مقاومت بالایی دارد. گرچه به راحتی در مقابل مواد شیمیایی اکسیدکننده، روغن‌ها، بنزن، و ستن‌ها مورد حمله قرار می‌گیرد، دارای مقاومت شیمیایی پایین در مقابل نفت و مشتقات آن و دیگر مواد شیمیایی آلی است. علاوه بر این، رابر بوتیل در مقابل اشعه UV (مانند قرار گرفتن در معرض نور خورشید) بسیار حساس است. مشابه دیگر رابرها، خواص مکانیکی آن توسط فرایند ولکانیزاسیون بهبود می‌یابد. کاربردهای صنعتی آن مشابه کاربردهای رابر طبیعی است. بوتیل رابر برای تیوبهای داخلی تایر و لوله‌های خرطومی استفاده می‌شود.

### کاربرد الاستومر در صنعت
الاستومر برای تولید عایق‌های برودتی - حرارتی و عایق‌های صوتی کاربرد فراوانی دارد. هم‌اکنون شرکت‌های بسیار بزرگی در ایران و سایر کشورها این عایق‌ها را بر پایه الاستومر در سایزها و ضخامت‌های مختلف تولید می‌کنند که در جهت ذخیره انرژی و صرفه جویی در آن و همچنین کاهش آلودگی صوتی کاربرد بسیاری دارند و هر روز بر اقبال تولیدکنندگان و مصرف‌کنندگان از این تکنولوژی افزوده می‌شود.